# فيل هايز
فيل هايز(بالإنجليزية:Phil Hayes) وهو ممثل أداء صوتي كندي .

## أعماله كرتون
- مغامرات سونيك القنفذ- سكراتش
- اكس مان:تطور - مستر سميث
- سيتتينج دوكس - فريد

## في التلفزيون
- الملفات الغامضة - ضيف شرف
- Moonlight

## في الأفلام
- يوميات طفل مستضعف: أيام الكلب - ستان وارن

## الألعاب الفيديو
- أيج أوف إمبايرز 3: ذا وور شيفز - شريف بيلي هولم
- ديد ريسنج 2 - ريموند سوليفان

### وصلات خارجية
- فيل هايز على موقع IMDb (الإنجليزية)
- فيل هايز على موقع قاعدة بيانات الفيلم (الإنجليزية)

- إنترنت موفي داتابيز